# Waifs (film 1914)
Waifs è un cortometraggio muto del 1914 diretto da D.W. Griffith.

## Produzione
Il film fu prodotto dalla Biograph Company.

## Distribuzione
Distribuito dalla General Film Company, il film - un cortometraggio di una bobina - uscì nelle sale cinematografiche statunitensi il 17 gennaio 1914.
Non si conoscono copie ancora esistenti della pellicola che viene considerata presumibilmente perduta.